# Il mercante di Venezia (film 1980)
Il mercante di Venezia (The Merchant of Venice) è un film per la televisione del 1980 diretto da Jack Gold.
È un film drammatico britannica con John Franklyn-Robbins, John Rhys-Davies e Alan David. È basato sull'opera teatrale di William Shakespeare Il mercante di Venezia.

## Trama
Il film è la fedelissima trasposizione de Il Mercante di Venezia di Shakespeare

## Produzione
Il film, diretto da Jack Gold sul soggetto di William Shakespeare, fu prodotto da Jonathan Miller per la British Broadcasting Corporation e la Time-Life Television Productions.

## Distribuzione
Il film fu trasmesso nel Regno Unito il 17 dicembre 1980 con il titolo The Merchant of Venice sulla rete televisiva BBC.
Alcune delle uscite internazionali sono state:
- in Spagna (El mercader de Venecia)
- in Grecia (O emporos tis Venetias)
- negli Stati Uniti (The Complete Dramatic Works of William Shakespeare: The Merchant of Venice)
- in Italia (Il mercante di Venezia)